# Червеновърха коралка
Червеновърхата коралка (Ramaria botrytis) е вид ядлива базидиева гъба от семейство Gomphaceae.

## Описание
Гъбата има плодно тяло, подобно на храст, с много разклонения, което в ранната фаза на развитие наподобява цветно зеле, а по-късно – корал. Достига 7 – 15 cm височина. Стеблото е сравнително късо, дебело, плътно, месесто, на цвят бяло до жълтеникаво. Клонките са многобройни, къси гъсти, белезникави или бледорозови на цвят, а в горния край с назъбени връхчета и обагрени в червено, виненочервено до лилаво. Месото е крехко, сочно, бяло на цвят, като при нараняване не променя цвета си. Има приятен вкус и може да се консумира в прясно състояние. Не е годна за консервиране.

## Местообитание
Среща се сравнително рядко в България. Расте в периода август – ноември поединично или на много малки групи върху почва в широколистни гори (най-вече под бук) и много рядко в иглолистни насаждения.